# Budgetbeheer
Budgetbeheer is in Nederland een essentieel onderdeel van de maatschappelijke hulpverlening, waarbij het inkomen van een individu door een onafhankelijke derde partij wordt beheerd om financiële stabiliteit te waarborgen. Dit proces, dat nauw verwant is aan [[schuldhulpverlening]], richt zich op het voorkomen en aanpakken van [[Schuld (economie)|schulden]] en het bevorderen van zelfredzaamheid. Budgetbeheer wordt vaak gecombineerd met [[budgetcoaching]], waarbij cliënten leren om hun financiën zelfstandig te beheren.

## Definitie en werking
Budgetbeheer houdt in dat het volledige inkomen van een cliënt – zoals salaris, uitkeringen, toeslagen of andere inkomsten – wordt gestort op een beheerrekening die wordt gecontroleerd door een budgetbeheerder. Deze zorgt voor de betaling van vaste lasten (bijvoorbeeld huur, energierekeningen en verzekeringen), periodieke uitgaven en, indien van toepassing, schuldaflossingen. De cliënt ontvangt een vast bedrag aan leefgeld voor dagelijkse uitgaven, zoals boodschappen en persoonlijke verzorging. Het proces wordt vastgelegd in een budgetplan, dat in overleg met de cliënt wordt opgesteld en regelmatig wordt geëvalueerd.
De mate van budgetbeheer varieert afhankelijk van de behoeften van de cliënt:
- Licht budgetbeheer: Alleen de vaste lasten worden betaald door de beheerder, terwijl de cliënt zelf de overige uitgaven regelt.
- Volledig budgetbeheer: De budgetbeheerder beheert alle inkomsten en uitgaven, vaak toegepast bij problematische schulden of complexe persoonlijke situaties.
- Beschermingsbewind: Een juridische vorm van budgetbeheer waarbij een bewindvoerder de volledige financiële verantwoordelijkheid overneemt, meestal bij ernstige psychische of sociale problemen.

Het budgetplan omvat:
- Prioritering van vaste lasten: Essentiële betalingen, zoals huur en zorgverzekering, worden als eerste voldaan om huisuitzetting of afsluiting van nutsvoorzieningen te voorkomen.
- Reserveringen: Bedragen worden apart gehouden voor periodieke kosten (bijvoorbeeld gemeentelijke belastingen, verzekeringspremies) en onvoorziene uitgaven (zoals reparaties).
- Schuldaflossing: Indien het inkomen het toelaat, worden schulden systematisch afgelost volgens afspraken met schuldeisers.
- Leefgeld: Een vast week- of maandbedrag voor persoonlijke uitgaven, berekend op basis van normen zoals die van het Nibud.

Budgetbeheer heeft als doel het bieden van structuur, het voorkomen van nieuwe schulden en het aflossen van bestaande schulden. Het proces wordt vaak ondersteund door budgetcoaching, waarbij de cliënt financiële vaardigheden aanleert, zoals budgetteren, sparen en omgaan met geld.

## Doel en maatschappelijke noodzaak
Budgetbeheer richt zich op mensen die om uiteenlopende redenen niet in staat zijn hun financiën zelfstandig te beheren. Dit kan worden veroorzaakt door:
- Problematische schulden: Schulden die een individu niet binnen drie jaar zelfstandig kan aflossen, vaak door hoge rentes, incassokosten of een laag inkomen.
- Gebrek aan financiële kennis: Veel mensen missen de vaardigheden om een budget te beheren, rekeningen tijdig te betalen of financiële valkuilen te vermijden.
- Sociaal-economische factoren: Werkloosheid, een laag inkomen (bijvoorbeeld op bijstandsniveau), of onverwachte kosten door ziekte of scheiding.
- Psychische of sociale problemen: Psychische aandoeningen, verslavingen, verstandelijke beperkingen of crisissituaties zoals huiselijk geweld.
- Levensgebeurtenissen: Ingrijpende veranderingen, zoals het overlijden van een partner, kunnen leiden tot financiële chaos.

De noodzaak van budgetbeheer is evident in Nederland, waar in 2023 ongeveer 730.000 huishoudens kampten met problematische schulden, volgens cijfers van het CBS en de NVVK. Deze schulden hebben niet alleen financiële, maar ook sociale en psychologische gevolgen, zoals stress, depressie, gezondheidsproblemen en sociale uitsluiting. Budgetbeheer biedt een gestructureerde oplossing om deze problemen aan te pakken en helpt cliënten om hun leven weer op de rails te krijgen.
De maatschappelijke kosten van problematische schulden zijn aanzienlijk. Een studie in opdracht van het Ministerie van Sociale Zaken en Werkgelegenheid (2022) schat dat schulden de samenleving jaarlijks 8,5 miljard euro kosten, onder meer door:
- Directe kosten: Uitgaven aan schuldhulpverlening, rechtspraak en incassoprocedures.
- Indirecte kosten: Zorgkosten door stress-gerelateerde aandoeningen, ziekteverzuim en verminderde arbeidsproductiviteit.
- Sociale kosten: Verlies van welzijn, toename van armoede en ongelijkheid.

Budgetbeheer speelt een cruciale rol in het doorbreken van de vicieuze cirkel van schulden en armoede, en draagt bij aan het bevorderen van financiële zelfredzaamheid en maatschappelijke participatie.

## Geschiedenis van budgetbeheer in Nederland

### Oorsprong (19e en vroege 20e eeuw)
De wortels van budgetbeheer liggen in de vroege vormen van armoedebestrijding en kredietverlening in Nederland. In de 19e eeuw ontstonden de eerste volkskredietbanken, zoals de Haagsche Volksbank (opgericht in 1881), die kleine leningen verstrekten aan arbeiders om hen te beschermen tegen woekerrentes. Deze instellingen legden de basis voor moderne kredietbanken, die later budgetbeheer en schuldhulpverlening zouden aanbieden.
In de vroege 20e eeuw begon de overheid armoede en schulden structureler aan te pakken. De oprichting van de NVVK (Nederlandse Vereniging voor Volkskrediet) in 1933 was een mijlpaal. De NVVK bracht kredietbanken en schuldhulpverleners samen om uniforme standaarden te ontwikkelen voor kredietverlening en schuldhulp. Budgetbeheer werd in deze periode nog informeel aangeboden, vaak door sociale werkers of kerkelijke instellingen, maar groeide uit tot een professionele dienst.

### Professionalisering (jaren 1980-1990)
De economische crises van de jaren 1970 en 1980 leidden tot een sterke toename van werkloosheid en schulden. Dit dwong de overheid om schuldhulpverlening te formaliseren. Gemeenten en kredietbanken begonnen budgetbeheer aan te bieden als een preventieve maatregel tegen schulden. In de jaren 1980 werden de eerste gemeentelijke kredietbanken (GKB’s) opgericht, zoals die in Rotterdam en Utrecht, die naast leningen ook budgetbeheer en schuldsanering boden.
De professionalisering werd verder versterkt door de oprichting van brancheorganisaties en kwaliteitsnormen. De NVVK introduceerde richtlijnen voor schuldhulpverlening, waaronder budgetbeheer, en stimuleerde samenwerking tussen gemeenten, kredietbanken en private organisaties.

### Wettelijke verankering (jaren 1990-2000)
De jaren 1990 markeerden een keerpunt met de introductie van specifieke wetgeving:
- Wet schuldsanering natuurlijke personen (Wsnp, 1998): Deze wet bood een juridisch traject voor mensen met zware schulden, waarbij budgetbeheer vaak een voorwaarde was om een schuldsaneringstraject succesvol te doorlopen. De Wsnp introduceerde het concept van het vrij te laten bedrag (VTB), het minimale inkomen dat een cliënt nodig heeft voor levensonderhoud.
- Gemeentelijke verantwoordelijkheid: Gemeenten kregen een steeds grotere rol in het organiseren van schuldhulpverlening, inclusief budgetbeheer, hoewel dit aanvankelijk nog niet wettelijk verplicht was.

### Modernisering (jaren 2000-2010)
In de jaren 2000 groeide de aandacht voor preventie en vroegsignalering van schulden. De economische crisis van 2008 versterkte de behoefte aan budgetbeheer, omdat veel huishoudens in financiële problemen raakten door werkloosheid en dalende inkomsten. Gemeenten begonnen budgetbeheer te integreren in bredere schuldhulpprogramma’s, vaak in combinatie met budgetcoaching en financiële educatie.
De Wet gemeentelijke schuldhulpverlening (Wgs, 2012) was een cruciale stap. Deze wet verplichtte gemeenten om toegankelijke schuldhulpverlening te bieden, inclusief budgetbeheer, aan inwoners met problematische schulden. De Wgs benadrukte ook het belang van preventie en samenwerking tussen gemeenten, schuldhulpverleners en maatschappelijke organisaties.

### Recente ontwikkelingen (2010-2025)
De afgelopen vijftien jaar heeft budgetbeheer zich verder ontwikkeld door technologische innovatie, veranderende wetgeving en maatschappelijke uitdagingen:
- Digitalisering: Veel budgetbeheerbureaus maken gebruik van digitale tools, zoals apps en online portals, om cliënten inzicht te geven in hun financiën. Dit heeft de toegankelijkheid en efficiëntie van budgetbeheer verbeterd.
- Richtlijn nulaanbod (2023): Een belangrijke ontwikkeling was de introductie van het nulaanbod op 1 juli 2023. Als een cliënt geen afloscapaciteit heeft (d.w.z. het inkomen ligt onder het vrij te laten bedrag), kunnen schuldhulpverleners schuldeisers een nulaanbod doen, waarbij schulden volledig worden kwijtgescholden. Dit heeft geleid tot een toename van kwijtscheldingen, maar ook tot kritiek van schuldeisers, die vaak geen vergoeding ontvangen en pleiten voor verplichte nazorg.
- Focus op preventie: Gemeenten en organisaties zoals de NVVK investeren steeds meer in vroegsignalering, waarbij signalen van betalingsachterstanden (bijvoorbeeld bij huur of energieleveranciers) worden gebruikt om schulden te voorkomen. Budgetbeheer speelt hierin een centrale rol.
- Sociaal minimum debat: De NVVK en andere organisaties pleiten voor een verhoging van het sociaal minimum, zodat cliënten meer afloscapaciteit hebben en minder afhankelijk zijn van nulaanbiedingen.

In 2025 is budgetbeheer een integraal onderdeel van het Nederlandse schuldhulpverleningslandschap, met een sterke focus op zowel preventie als herstel. Aanbieders van budgetbeheer geven informatie en tools om zowel cliënten als professionals te ondersteunen.

## Wet- en regelgeving
Budgetbeheer is in Nederland verankerd in een uitgebreid wettelijk kader dat de rechten en plichten van cliënten, schuldhulpverleners en schuldeisers reguleert. De belangrijkste wetten en richtlijnen zijn:
1. Wet gemeentelijke schuldhulpverlening (Wgs, 2012):
  - Verplicht gemeenten om schuldhulpverlening, inclusief budgetbeheer, aan te bieden aan inwoners met problematische schulden.
  - Benadrukt toegankelijkheid, preventie en maatwerk.
  - Gemeenten moeten een schuldhulpverleningsplan opstellen en samenwerken met lokale partners, zoals kredietbanken en welzijnsorganisaties.
2. Wet schuldsanering natuurlijke personen (Wsnp, 1998):
  - Biedt een juridisch traject voor mensen met zware schulden die niet via reguliere schuldhulpverlening kunnen worden opgelost.
  - Budgetbeheer is vaak een voorwaarde om een Wsnp-traject te starten, waarbij de cliënt moet aantonen dat hij of zij verantwoordelijk met financiën kan omgaan.
  - Introduceerde het concept van het vrij te laten bedrag (VTB), dat wordt berekend op basis van normen van het Nibud.
3. Wet bijzondere bijstand:
  - Mensen met een laag inkomen (tot circa 120% van het bijstandsniveau) kunnen een vergoeding aanvragen voor de kosten van budgetbeheer of beschermingsbewind.
  - Deze regeling maakt budgetbeheer toegankelijk voor mensen met een bijstandsuitkering of een minimuminkomen.
4. Richtlijn nulaanbod (2023):
  - Maakt het mogelijk om schulden volledig kwijt te schelden als een cliënt geen afloscapaciteit heeft (inkomen onder het VTB).
  - Schuldhulpverleners kunnen een dwangakkoord aanvragen bij de rechter als schuldeisers niet instemmen met het nulaanbod.
  - Heeft geleid tot een toename van kwijtscheldingen, maar ook tot zorgen over het gebrek aan verplichte nazorg.
5. Beslagvrije voet:
  - De beslagvrije voet garandeert dat een cliënt een minimuminkomen overhoudt bij beslaglegging door schuldeisers. Budgetbeheer zorgt ervoor dat dit bedrag wordt gerespecteerd en gebruikt voor essentiële uitgaven.
  - In 2021 werd de berekening van de beslagvrije voet vereenvoudigd om fouten te voorkomen en cliënten beter te beschermen.
6. Gedragscodes en richtlijnen:
  - De NVVK heeft richtlijnen opgesteld voor ethisch en professioneel budgetbeheer, zoals transparantie in kosten, cliëntgerichte communicatie en samenwerking met schuldeisers.
  - Het Nibud biedt normen voor het berekenen van het vrij te laten bedrag en leefgeld, die breed worden gebruikt in budgetbeheer.

## Wie voert budgetbeheer uit?
Budgetbeheer wordt aangeboden door verschillende instanties, elk met hun eigen expertise en doelgroep:
1. Gemeentelijke sociale diensten:
  - Veel gemeenten bieden budgetbeheer aan via hun schuldhulpverleningsafdelingen of in samenwerking met lokale partners.
  - Vooral geschikt voor cliënten met een bijstandsuitkering of een laag inkomen.
2. Gemeentelijke kredietbanken:
  - Instellingen zoals de Gemeentelijke Kredietbank (GKB) combineren budgetbeheer met sociale leningen, schuldsanering en financiële educatie.
  - Gericht op cliënten met problematische schulden of complexe financiële situaties.
3. Beschermingsbewindvoerders:
  - Bij beschermingsbewind, een juridische maatregel die wordt opgelegd door de kantonrechter, beheert een bewindvoerder de financiën van een cliënt die niet zelfstandig beslissingen kan nemen (bijvoorbeeld door psychische problemen of een verstandelijke beperking).
  - Beschermingsbewind is intensiever en langduriger dan regulier budgetbeheer.
4. Commerciële budgetbeheerbureaus:
  - Particuliere bureaus bieden budgetbeheer aan.
  - Geschikt voor cliënten die niet in aanmerking komen voor gemeentelijke hulp of specifieke wensen hebben.
5. Maatschappelijke organisaties:
  - Organisaties zoals het Leger des Heils, Humanitas en kerkelijke instellingen bieden soms budgetbeheer aan, vaak in combinatie met psychosociale ondersteuning.

De keuze voor een aanbieder hangt af van de persoonlijke situatie van de cliënt, de complexiteit van de schulden, de beschikbaarheid van bijzondere bijstand en de voorkeur voor een publieke of private aanbieder. Er zijn overzichten van aanbieders en praktische tips voor het kiezen van de juiste hulp.

## Kosten en financiering
De kosten van budgetbeheer variëren afhankelijk van de aanbieder en de intensiteit van de dienstverlening. Gemiddeld liggen de kosten tussen €50 en €150 per maand voor regulier budgetbeheer, en hoger voor beschermingsbewind (circa €100-€200 per maand). Deze kosten kunnen een drempel vormen, vooral voor mensen met een laag inkomen.
Om budgetbeheer toegankelijk te maken, biedt de Wet bijzondere bijstand een oplossing. Mensen met een inkomen tot circa 120% van het bijstandsniveau kunnen bij hun gemeente een vergoeding aanvragen voor de kosten van budgetbeheer of beschermingsbewind. In 2023 maakten tienduizenden huishoudens gebruik van deze regeling, volgens cijfers van het Ministerie van Sociale Zaken en Werkgelegenheid.
Sommige gemeenten bieden budgetbeheer gratis aan als onderdeel van hun schuldhulpverleningsprogramma, vooral voor cliënten met een bijstandsuitkering. Commerciële bureaus rekenen echter vaak hogere tarieven, wat kritiek heeft opgeleverd vanwege de toegankelijkheid van hulp.

## Effectiviteit en succesfactoren
Budgetbeheer is een effectieve interventie voor het stabiliseren van financiën en het voorkomen van verdere schulden. Enkele succesfactoren zijn:
- Structuur en discipline: Door de automatische betaling van vaste lasten en reserveringen wordt chaos in de financiën voorkomen.
- Budgetcoaching: Persoonlijke begeleiding helpt cliënten om financiële vaardigheden te ontwikkelen, zoals budgetteren, sparen en het herkennen van financiële risico’s.
- Toegang tot bijzondere bijstand: Vergoeding van kosten verlaagt de drempel voor mensen met een laag inkomen.
- Samenwerking met schuldeisers: Een goed budgetplan dat rekening houdt met aflossingen kan leiden tot afspraken met schuldeisers, zoals betalingsregelingen of gedeeltelijke kwijtschelding.
- Preventieve werking: Budgetbeheer wordt steeds vaker ingezet als preventieve maatregel, bijvoorbeeld bij vroegsignalering van betalingsachterstanden.

Onderzoek van de NVVK (2022) toont aan dat budgetbeheer bijdraagt aan financiële stabiliteit bij circa 70% van de cliënten die een traject succesvol afronden. In 2022 werden ongeveer 15.000 huishoudens schuldenvrij via schuldhulptrajecten, waarbij budgetbeheer vaak een centrale rol speelde.

## Praktijkvoorbeelden
- Vroegsignalering: In gemeenten zoals Amsterdam en Utrecht worden betalingsachterstanden bij huur, energie of zorgverzekeringen automatisch gesignaleerd. Cliënten worden vervolgens aangeboden om budgetbeheer in te zetten om verdere schulden te voorkomen.
- Jongeren: Specifieke programma’s richten zich op jongeren (18-27 jaar) die moeite hebben met financiële zelfredzaamheid, bijvoorbeeld door studieschulden of een gebrek aan financiële opvoeding. Budgetbeheer helpt hen om structuur aan te brengen.
- Nulaanbod: Sinds de introductie van de nulaanbod-richtlijn in 2023 hebben veel cliënten met een te laag inkomen hun schulden volledig kwijtgescholden gekregen, vaak in combinatie met budgetbeheer om nieuwe schulden te voorkomen.

## Uitdagingen en kritiek
Ondanks de voordelen kent budgetbeheer ook uitdagingen en punten van kritiek:
1. Kosten en toegankelijkheid:
  - Niet alle cliënten komen in aanmerking voor bijzondere bijstand, waardoor de kosten van budgetbeheer een financiële last kunnen vormen.
  - Commerciële bureaus rekenen soms hoge tarieven, wat de toegankelijkheid beperkt.
2. Afhankelijkheid:
  - Sommige cliënten worden afhankelijk van de budgetbeheerder, wat zelfredzaamheid kan belemmeren. Budgetcoaching is essentieel om dit te voorkomen.
  - Bij beschermingsbewind is de afhankelijkheid nog groter, omdat de cliënt weinig zeggenschap heeft over financiële beslissingen.
3. Gebrek aan nazorg:
  - Na afloop van een budgetbeheertraject, vooral bij nulaanbiedingen, ontbreekt vaak verplichte begeleiding. Volgens Achmea (2023) krijgt 12% van de cliënten binnen enkele maanden opnieuw betaalachterstanden.
  - Dit probleem is vooral acuut bij cliënten met onderliggende problemen, zoals verslavingen of psychische aandoeningen.
4. Kritiek van schuldeisers:
  - Schuldeisers, zoals verzekeraars en incassobureaus, uiten kritiek op de nulaanbod-richtlijn, omdat zij vaak geen vergoeding ontvangen. Zij pleiten voor een evenwichtiger systeem waarbij schuldenaren meer verantwoordelijkheid dragen.
  - André Moerman, schuldenexpert, stelt dat het nulaanbod een verkeerd signaal afgeeft: “Schulden aangaan betekent dat je ze moet aflossen. Het sociaal minimum aanpakken is een taak voor de politiek, niet voor schuldhulpverlening.”
5. Complexiteit van schulden:
  - Sommige cliënten hebben dermate complexe schulden (bijvoorbeeld door fraude, belastingachterstanden of buitenlandse schuldeisers) dat budgetbeheer alleen niet voldoende is. Dit vereist aanvullende juridische of psychosociale ondersteuning.
6. Maatschappelijke oorzaken:
  - Het lage sociaal minimum, stijgende kosten van levensonderhoud en beperkte toegang tot financiële educatie zijn structurele oorzaken van schulden die budgetbeheer niet kan oplossen. De NVVK pleit voor een verhoging van het sociaal minimum om cliënten meer afloscapaciteit te geven.

## Maatschappelijke en economische impact
Problematische schulden hebben:
- Directe kosten: Kosten voor schuldhulpverlening, rechtspraak en incassoprocedures.
- Indirecte kosten: Zorgkosten door stress-gerelateerde aandoeningen, ziekteverzuim en verminderde arbeidsproductiviteit.
- Sociale kosten: Verlies van welzijn, toename van armoede en ongelijkheid.

Budgetbeheer speelt een cruciale rol in het doorbreken van deze vicieuze cirkel door financiële stabiliteit te bieden. Tegelijkertijd is er behoefte aan structurele oplossingen, zoals een hoger sociaal minimum en betere financiële educatie, om de oorzaken van schulden aan te pakken.

## Toekomst van budgetbeheer
De toekomst van budgetbeheer zal worden bepaald door technologische, maatschappelijke en beleidsmatige ontwikkelingen. Enkele trends zijn:
- Digitalisering: Apps en online platforms maken budgetbeheer toegankelijker en geven cliënten real-time inzicht in hun financiën.
- Vroegsignalering: Gemeenten investeren in systemen om betalingsachterstanden vroegtijdig te signaleren, waarbij budgetbeheer preventief wordt ingezet.
- Integrale aanpak: Budgetbeheer wordt steeds meer gecombineerd met psychosociale ondersteuning, financiële educatie en arbeidsmarktintegratie.
- Beleidsveranderingen: De NVVK en andere organisaties pleiten voor een verhoging van het sociaal minimum en strengere regulering van incassopraktijken om schulden te voorkomen.

Aanbieders van budgetbeheer zullen een belangrijke rol blijven spelen in het informeren van cliënten en professionals en het toegankelijker maken van budgetbeheer.